# Mads Hvilsom
Mads Dittmer Hvilsom (Himmelev, 23 augustus 1992) is een Deense profvoetballer die bij voorkeur als aanvaller speelt. Hij tekende in juli 2015 een contract tot medio 2018 bij Eintracht Braunschweig, dat hem overnam van Hobro IK. In 2016 wordt Hvilsom voor een jaar verhuurd aan het Noorse SK Brann.

## Carrière
Hvilsom begon met voetballen bij Hvidovre IF en FC Rosklide. Hij debuteerde op 5 april 2009 in het profvoetbal toen hij met FC Midtjylland een wedstrijd in de SAS Ligaen speelde tegen AC Horsens (3-1) winst. Hij was op dat moment 16 jaar en 225 dagen oud en toen de jongste debutant ooit in de Deense voetbalcompetitie. Midtjylland verhuurde Hvilsom in augustus 2011-2012 voor een half jaar aan Viborg FF en in augustus 2012 voor twee jaar aan Hobro IK, in die tijd allebei actief in de 1. division.
Hvilsom kwam in zijn eerste jaar bij Hobro tot vier competitiewedstrijden. Het volgende speelde hij er 33 en maakte hij daarin elf doelpunten.  Bovendien promoveerde hij via een tweede plaats op de ranglijst naar de SAS Ligaen met Hobro. Dat nam Hvilsom in juli 2014 definitief over van Midtjylland. In de SAS Ligaen speelde hij opnieuw 33 wedstrijden en scoorde hij zestien keer. Hvilsom werd hiermee samen met Martin Pusić gedeeld topscorer van de competitie.
Hvilsom tekende in juli 2015 een contract tot medio 2018 bij Eintracht Braunschweig, de nummer zes van de 2. Bundesliga in het voorgaande seizoen.

## Interlandcarrière
Hvilsom maakte in maart 2015 zijn debuut voor het Deens nationale elftal in de vriendschappelijke uitwedstrijd tegen Malta (1-2) als invaller.